# Друга світова в HD кольорі
Друга світова в HD кольорі — 13-ти серійний документальний фільм оповідаючий про основні події Другої світової війни.
У фільмі розглянуті події Західноєвропейського і Східноєвропейського фронтів, Північно-Африканську кампанію та Тихоокеанський театр військових дій. Оригінальну стрічку озвучив Роберт Пауелл. Синдиковано в США телеканалом Military Channel (нині American Heroes Channel).
Серії поєднують як оригінальні, так і колоризовані кадри. Колоризація та реставрація виконана співробітниками Westwing Studios. Сам фільм створено в 2008–2009 роках компанією World Media Rights (Велика Британія).